# Kunemil
Kunemil település Csehországban, a Havlíčkův Brod-i járásban. Kunemil Služátky, Světlá nad Sázavou, Sázavka, Druhanov, Malčín és Habry településekkel határos. Lakosainak száma 117 fő (2024. január 1.).

## Népesség
A település lakosságának változását az alábbi diagram mutatja:
| Lakosok száma | 368  | 423  | 364  | 208  | 157  | 109  | 112  | 113  | 109  | 117  |
|               | 1869 | 1900 | 1921 | 1961 | 1980 | 2011 | 2016 | 2019 | 2021 | 2024 |